# Saab 35 Draken
Il Saab 35 Draken, noto anche come J 35, è un aereo da caccia svedese da superiorità aerea e attacco al suolo, il primo aereo scandinavo capace di raggiungere Mach 2. Molto innovativo nella sua struttura aerodinamica, ha prestato servizio per circa 40 anni ricoprendo praticamente tutti i ruoli possibili per una macchina tattica.

## Lo sviluppo
L'avanzata idea di un caccia intercettore capace di velocità supersoniche venne concretizzata già nel 1949 in una nuova specifica emessa dalla Flygvapnet (Aeronautica militare svedese) relativa ad un intercettore capace di Mach 1,4 e strumentazione ognitempo. L'ufficio tecnico della Saab, diretto dall'ingegner Erik Bratt, lavorò su una struttura alare che risultò particolarmente innovativa.
La forma migliore per l'ala di un velivolo supersonico è quella a delta, ma dal momento che questa ha anche vari inconvenienti alle basse velocità, venne escogitata una variante chiamata "a doppio delta", con uno speciale raccordo tra le prese d'aria e il bordo d'attacco dell'ala stessa.
Il velivolo era talmente originale che per studiarne le concrete possibilità venne costruito una sorta di "mini-Draken", conosciuto come Saab 210, che era una macchina in scala 7:10 rispetto al caccia previsto, ed era motorizzato da un turbogetto da 475 chili di spinta. L'aereo volò nel 1952. L'anno dopo venne emesso un ordine per tre prototipi del Saab J 35, e il primo di essi decollò per la prima volta nel 1955. Il caccia raggiunse effettivamente Mach 1.4, ma ben presto le esigenze di una maggiore velocità resero necessario adottare un motore più potente, e i primi esemplari del J 35A da Mach 1,8 entrarono in linea nel 1961.

## Tecnica
Analizzare quest'aereo al meglio richiede la descrizione del modello definitivo, la versione F. Questo velivolo aveva la struttura tipica del progetto, un'ala a doppio delta con un leggero angolo a freccia nelle semiali esterne. Il bordo d'uscita era totalmente occupato da due coppie di alettoni-ipersostentatori. Nella parte bassa della fusoliera posteriore erano sistemati gli aerofreni, molto piccoli.
Il caccia disponeva di un motore RM-6C, versione su licenza dell'RM-146 Avon inglese. Esso garantiva una spinta "a secco" di 5.765 chili (che diventavano 7.830 con postbruciatore). Le prese d'aria erano sul bordo d'entrata delle ali. La dotazione di carburante era di circa 2.860 litri, oltre a un massimo di quattro serbatoi esterni da 525 litri.

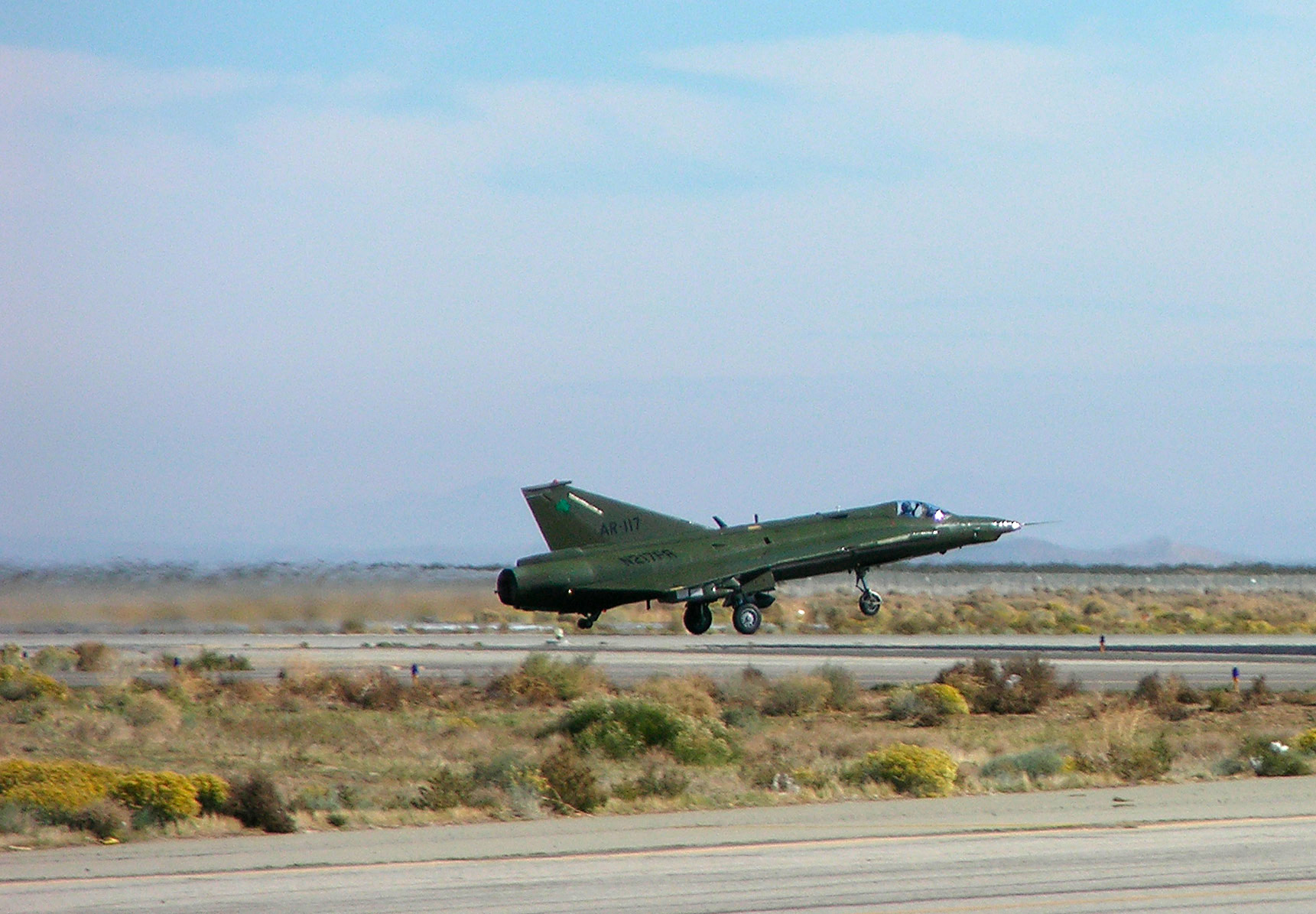
Un Draken della National Test Pilot School in atterraggio al Mojave Spaceport. Notare il particolare ruotino di coda.

Il carrello d'atterraggio ha una particolarità: rappresenta un misto di triciclo anteriore e posteriore, come si vede dall'assetto cabrato che tiene il muso del Draken a terra; ciò è dovuto al quarto elemento, il ruotino di coda, che è stato aggiunto per aumentare la sicurezza dell'aereo all'atterraggio, caso davvero unico per un jet "convenzionale" come questo.
Il muso racchiudeva il radar Ericsson PS-1, che a suo tempo era uno dei migliori e più potenti radar disponibili, nonostante le minuscole dimensioni della prua della macchina. Il sensore all'infrarosso, sistemato sotto le ali, era uno Hughes LM-1. Era disponibile il datalink per il sistema di difesa aerea STRIL 60, assolutamente necessario per sfruttare al meglio le capacità dell'aereo, inserito in un network informatico vero e proprio.
Il Draken era dotato di un cannone alla radice dell'ala destra. L'armamento si basava su varie combinazioni di equipaggiamenti in ben 11 punti d'aggancio sotto la grande ala e la fusoliera. I missili AIM-26B erano la versione migliorata degli AIM-4, molto più affidabili. Il modello AIM-26 è nato come vettore di armi nucleari aria-aria, ma ne è entrata in servizio una derivazione convenzionale, anche esportata in alcuni paesi, sia pure senza particolare successo.

## Versioni
- J 35A: versione basica, motore RM6B, due cannoni da 30 mm e due AIM-9B. Il radar era l'Eriksson LM, come quello del Lansen, ed è curioso vedere come esso fosse un prodotto su licenza CSF, cosicché il Draken aveva un radar francese coniugato con un motore inglese.
- J 35B: modello migliorato, dotato di un'interfaccia con il sistema di difesa aerea STRIL60, capacità di trasportare 1.000-1.800 kg di bombe e miglioramenti vari. Quasi tutti i J 35A vennero aggiornati a questo standard.
- Sk 35C: ribattezzato ben presto Sk 35C, era il modello biposto del velivolo; 25 J 35A furono convertiti in questa versione.
- J 35D: il primo modello "maturo" era questo caccia, totalmente integrato nel sistema STRIL 60, solo parzialmente ottenuta con il "B". Aveva un motore RM6C con una spinta da 7.830 chili a pieno postbruciatore, e quattro AIM-9B. Entrato in linea nel 1963, tre anni dopo il primo volo. 24 aerei denominati S-35Oe vennero consegnati nel 1987 all'aviazione austriaca.
- S 35E: ridenominato S 35E, aveva una vocazione per la ricognizione aerotattica, grazie a cinque camere OMERA, da scegliere tra le sette disponibili. Incorporava anche altre migliorie, come il tettuccio a bolla per migliorare la visibilità per il pilota.
- J 35F: versione totalmente "maturata" tecnicamente e tatticamente. Esso aveva un radar PS-1 e un sensore infrarosso, contromisure elettroniche passive di tipo imprecisato (anche perché non sembrano visibili antenne) e i missili Rb 27 (gli Aim-26B Falcon statunitensi, il modello "maturo" dei missili Falcon) sia di tipo radar che IR-guidato. Il cannone di sinistra venne rimosso. Furono prodotti 320 esemplari.
- F-35X: modello export; per la prima volta la Svezia realizzò un modello specificatamente commerciale di un suo aereo. Venne acquistato in 51 esemplari dalla Danimarca nei modelli caccia, addestratore e ricognitore, oltre a 12 per la Finlandia che ha acquistato anche decine di altre macchine di altre versioni.
- J 35J: modello aggiornato del Draken, ottenuto trasformando 64 "F" con aggiornamenti vari quali i missili AIM-9L. Sono stati ricostruiti alla fine degli anni ottanta.

## Impiego
Il Draken era nelle sue ultime versioni un potente strumento bellico. La maneggevolezza era molto buona, grazie alla struttura alare molto elaborata ed antesignana del delta-canard, al ridotto carico alare ed all'assenza di vizi di volo particolari.
Il combattimento aereo vedeva un deciso vantaggio nel radar PS-1, uno dei migliori della categoria, e che tra i caccia leggeri è stato superato praticamente giusto da quelli della nuova generazione, come l'APG-66. È impressionante che il muso, tanto piccolo ed appuntito, lo contenesse, ed assieme vi era pure un IRST di prima generazione, probabilmente simile a quello montato sui F-4B Phantom.
L'aereo non aveva però una grande accelerazione, perdeva facilmente energia nelle manovre e la velocità di salita appariva inferiore a quella della maggior parte dei suoi contemporanei, nonostante la potenza del motore fosse certamente la più elevata disponibile per un monoposto dell'epoca. Il fatto è che anche il peso era molto elevato.
In missione d'attacco il J 35 poteva volare con insospettabile stabilità per una macchina a delta, persino in voli veloci a bassa quota. Aveva la possibilità di trasportare 1.000 kg di bombe a 720 km di distanza, una prestazione di tutto rispetto, sia pure ottenuta con un profilo misto di volo, "Hi-Lo-Hi" (avvicinamento ed allontanamento ad alta quota, avvicinamento finale, attacco e disimpegno a bassa). Visto che tale valore è il doppio di quello del MiG-21, pur dotato della stessa capacità di carburante e di un motore meno potente, ci si può chiedere come ciò sia possibile. La risposta in larga misura va cercata nella capacità di trasportare esternamente due serbatoi da 1.270 litri. Il sistema di navigazione inerziale permetteva inoltre la straordinaria prestazione di un errore di appena 300 metri dopo un volo di un'ora e mezzo.
Nell'atterraggio il Draken era avvantaggiato dalla sua velocità di stallo che, complice un carico alare tra i 160 e i 350 kg/m², era di appena 210 km/h. Questo spiega come fosse possibile atterrare in 450-600 metri a seconda delle situazioni. Il Draken aveva quattro aerofreni, ma erano talmente piccoli che non avevano quasi effetto sotto i 300 km/h, tanto che il pilota li poteva lasciare persino aperti in fase d'atterraggio e non rendersene conto. Inutile dire che la macchina aveva una grande stabilità sulla pista, grazie al carrello a larga carreggiata con ben quattro elementi.

## Paesi utilizzatori

### Austria[3][4]
Il 21 maggio 1985 l'aeronautica militare austriaca (Österreichische Luftstreitkräfte) stipulò un contratto per l'acquisto di 27 J35D, risiglati J35ÖE.

Erano dei J35D con motore Rolls-Royce Avon 300 con compressore Volvo Flygmotor RM6C, capacità di carburante interna aumentata di 600 litri, nuovi radar e sistemi di tiro, tettuccio bombato come quello del J35F, ricevitori radar d'allarme (Radar Warning Receiver, RWR) e lanciatori di chaff e flare.
A seguito delle limitazioni agli armamenti imposte nel trattato di pace alla fine della seconda guerra mondiale, l'Österreichische Luftstreitkräfte non poteva avere aerei armati con missili, quindi l'armamento dei Draken austriaci era limitato ai cannoni di bordo.
L'ordine venne poi ridotto a ventiquattro aerei che vennero consegnati tra il 25 giugno 1987 ed il 18 maggio 1989.

Nel contratto erano compresi motori ed altri ricambi, un simulatore di volo e l'addestramento di piloti e tecnici. I piloti venivano addestrati in Svezia sui Draken biposto SK35C fino alla loro radiazione nel 1997.
I Draken entrarono in servizio in entrambi i gruppi di volo (Staffel) dello stormo di sorveglianza (Uberwachungsgeschwader), il I Staffel sulla base di Zeltweg ed il II Staffel sulla base di Graz-Thalerhof.
Nel 1991 con la guerra civile nell'ex-Jugoslavia iniziarono le violazioni dello spazio aereo austriaco da parte di aerei jugoslavi, e quindi le intercettazioni su allarme (scramble) da parte dei Draken. A seguito di questa nuova situazione, l'Österreichische Luftstreitkräfte venne autorizzata ad usare missili, per cui i Draken vennero armati con AIM-9P Sidewinder e dotati di nuovi ricevitori radar d'allarme e lanciatori di chaff e flare identici ai più recenti usati sui Draken svedesi.
Nel 2003 l'Österreichische Luftstreitkräfte ha scelto come sostituto del Draken l'Eurofighter Typhoon. Il contratto per diciotto aerei è stato firmato nell'agosto 2003.
A causa dell'elevato numero di ore di volo dei Draken e dei tempi di consegna previsti per il Typhoon, era chiaramente necessaria una soluzione provvisoria per sostituire i Draken appena possibile.
Il nove marzo 2004 venne approvato un accordo con la Svizzera per la fornitura di dodici Northrop F-5E Tiger II in leasing per quattro anni, fino al giugno 2008.
Il contratto prevedeva 5.000 ore di volo e comprendeva ricambi, attività di manutenzione eseguita da un'azienda svizzera ed addestramento dei piloti.
I primi quattro F-5 Tiger II giungevano il sette luglio 2004 alla base di Graz-Thalerhof e vennero assegnati al II Staffel che passava  i suoi Draken al I Staffel di Zeltweg.
Il II Staffel  iniziò il servizio d'allarme coi Tiger nella primavera del 2005.
In seguito anche il I Staffel venne  riequipaggiato coi Tiger, gli ultimi Draken vennero radiati a fine 2005.

### Finlandia[5]
Nel 1972 l'aeronautica militare finlandese (Suomen ilmavoimat) ricevette sette J35B in leasing dalla Svezia, denominati J35BS.
A partire dal 1974 vennero prodotti dalla Valmet su licenza dodici J35F denominati J35S.
Nel 1976 vennero acquistati i J35BS ed inoltre ventiquattro J35F, risiglati J35FS, e cinque biposto SK35C risiglati SK35CS. Il contratto comprendeva anche l'acquisto di due simulatori di volo e due cellule per l'addestramento dei tecnici di manutenzione.
I Draken finlandesi erano armati con missili RB-27 Falcon, versione prodotta su licenza dell'AIM-4 Falcon, e RB-24J Sidewinder, versione prodotta su licenza dell'AIM-9P. Probabilmente erano stati modificati per impiegare anche i K-13 (AA-2 Atoll) di produzione sovietica acquisiti per i MiG-21.
I Draken erano in servizio in due gruppi di volo, l'HavLLV 11 di base a Rovaniemi, responsabile della difesa aerea del nord della Finlandia, e l'HavLLV 21 di base a Tampere, responsabile della difesa aerea del sudovest. L'HavLLV 31 di base a Kuopio, responsabile della difesa aerea del sudest, era equipaggiato coi MiG-21.
A partire dal 1995 la Suomen Ilmavoimat ha sostituito entrambi i caccia in servizio con McDonnell Douglas F/A-18 Hornet. Nel febbraio 1995 sono arrivati dagli USA sette biposto F/A-18D, entrati in servizio il sette novembre. La Finavitec, ex-Valmet, ha prodotto su licenza cinquantasette F/A-18C a partire dal 1996.
Poiché le limitazioni agli armamenti imposte nel trattato di pace alla fine della seconda guerra mondiale imponevano un limite di sessanta caccia e privi di capacità di attacco al suolo, la Suomen Ilmavoimat ha acquisito solo armamento aria-aria e risiglato gli Hornet come F-18, i biposto ufficialmente sono solo aerei da addestramento.

## Utilizzatori
Austria
- Österreichische Luftstreitkräfte

 Danimarca
- Flyvevåbnet

 Finlandia
- Suomen ilmavoimat

 Svezia
- Svenska Flygvapnet

 Stati Uniti
- National Test Pilot School

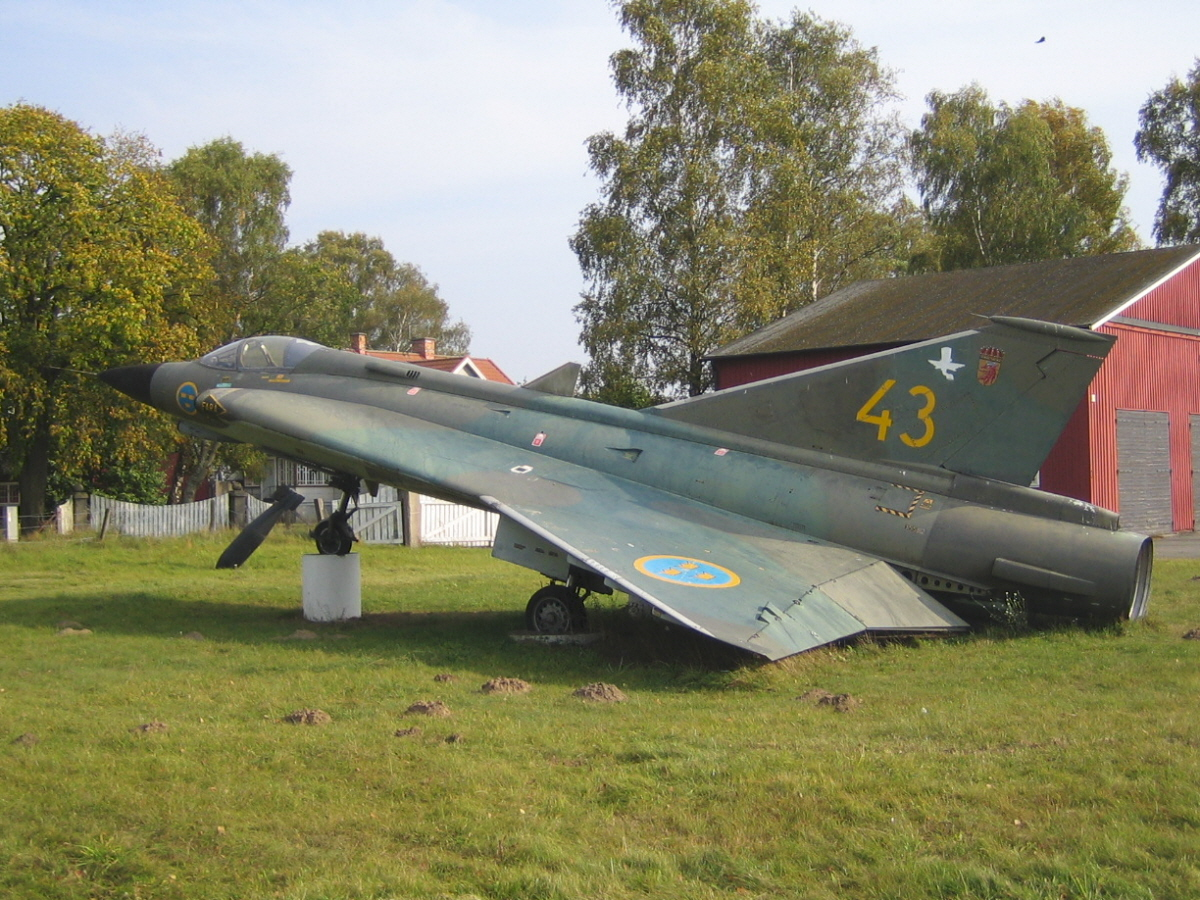
Saab 35 Draken, Svenska Flygvapnet

- Airborne Tactical Advantage Company[6]